# Museum für Druckkunst

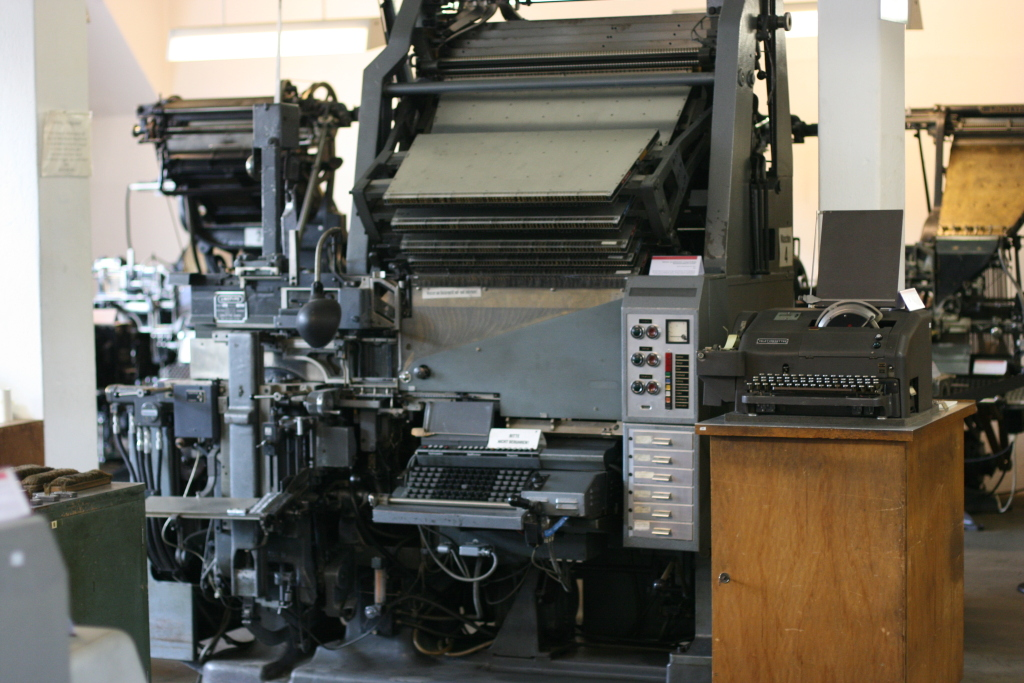
Museum für Druckkunst Leipzig, ehemals Offizin Andersen Nexö Leipzig (2014)

Das Museum für Druckkunst Leipzig der traditionsreichen Buch- und Verlagsstadt ist ein Museum, das ältere Techniken des Druckens dokumentiert. Es befindet sich in der Nonnenstraße des Leipziger Stadtteils Plagwitz.
Das Besondere am Museum ist die Art der Sammlungspräsentation: Die Druckmaschinen und Pressen werden nicht als stumme Zeugen ihrer Zeit präsentiert, sondern führen die Arbeitsmethoden in lebendiger Form praktisch vor. Besucher können sich von Buchdruckern, Schriftsetzern und einem Schriftgießer in die Geheimnisse der Schwarzen Kunst einführen lassen. Ein Museum, das gleichzeitig eine Druckwerkstatt zum Anfassen und Mitmachen und damit ideal für Kurse und Workshops ist und auch besonders von Künstlern genutzt wird. Überregional hat sich das Museum mit Veranstaltungen wie den Leipziger Typotagen, Sonderausstellungen mit Partnern aus ganz Deutschland, Israel, der Schweiz, Frankreich oder zuletzt Finnland sowie internationalen Künstlerworkshops einen Namen gemacht.
Zur Sammlung gehören die Schriftgießerei, eine Werkstatt für Holzstich (Xylographie), eine Setzerei mit der Präsentation des ältesten Verfahrens, des Bleisatzes, Druckpressen und -maschinen, eine vollständig eingerichtete Buchbindewerkstatt und vieles über Schriften und Typografie. Die Sammlung umfasst unter anderem eine der letzten Lichtdruckereien weltweit. Im Museum werden Sonderausstellungen, Veranstaltungen und Workshops durchgeführt.

## Geschichte
Das Museum wurde im Jahre 1994 von Eckehart Schumacher-Gebler gegründet und seither durch die Gesellschaft zur Förderung der Druckkunst Leipzig e. V. gefördert mit der Absicht, dass angesichts der Dominanz von MAC, PC und Mouse sowie eines zunehmenden Analphabetismus die Lese- und Schriftkultur gefördert und von einer breiten Basis mitgetragen wird. Im Jahre 2000 wurde es in eine Stiftung überführt. Seit 2010 ist die Giesecke+Devrient Stiftung der Förderer des Museums. Das Museum ist seit 2014 Teil der Sächsischen Route der Industriekultur und war Initiator für die Anerkennung der künstlerischen Drucktechniken als immaterielles Kulturerbe bei der Deutschen UNESCO-Kommission als Kulturform, die durch kreative Weiterentwicklungsmaßnahmen mit künstlerischen Mitteln in die Zukunft getragen wird. Im Juli 2019 feierte das Museum sein 25-jähriges Bestehen.